# Lasimorpha senegalensis
Lasimorpha es un género monotípico de plantas con flores de la familia Araceae. Su única especie, Lasimorpha senegalensis Schott, es originaria de las regiones tropicales de África.

## Descripción
Es una hierba terrestre con un rizoma que da lugar a grandes hojas sagitadas de unos 5 metros de altura con pecíolos espinosos; espata verde exterior, interior crema con mucho color rojo oscuro-púrpura lineal marcado que presenta una apariencia rayada longitudinalmente; pedúnculo espinoso. Se encuentra en los márgenes de los bosques y en los pantanos y barrancos en el país de la sabana.

## Taxonomía
Lasimorpha senegalensis fue descrita por Heinrich Wilhelm Schott y publicado en Bonplandia 5(8): 127. 1857.
Sinonimia
- Cyrtosperma senegalense (Schott) Engl. in A.L.P.de Candolle & A.C.P.de Candolle, Monogr. Phan. 2: 270 (1879).
- Lasimorpha afzelii Schott, Gen. Aroid.: t. 85, f. 11 (1858).
- Cyrtosperma afzelii (Schott) Engl. in A.L.P.de Candolle & A.C.P.de Candolle, Monogr. Phan. 2: 269 (1879).[1]